# Google Moon
Google Moon – usługa oferowana przez Google umożliwiająca oglądanie zdjęć satelitarnych Księżyca. Została uruchomiona 20 lipca 2005 roku z okazji 36 rocznicy sukcesu misji Apollo 11 (pierwsze lądowanie człowieka na Księżycu). Na zdjęciach satelitarnych udostępnionych w ramach Google Moon pokazane są miejsca lądowania misji Programu Apollo. Po zbliżeniu prezentowane są dodatkowe informacje o konkretnej misji.